# RKSV Sittardia in het seizoen 1962/63
Het seizoen 1962/1963 was het negende jaar in het bestaan van de Sittardse betaaldvoetbalclub Sittardia. De club kwam uit in de Eerste divisie en eindigde daarin op de 12e plaats. Tevens deed de club mee aan het toernooi om de KNVB Beker, hierin werd in de derde ronde verloren van Fortuna '54 (0–2).

## Wedstrijdstatistieken

### Eerste divisie
|       | DHC   | DWS   | Eindhoven | Elinkwijk | Enschedese Boys | Excelsior | Fortuna | Go Ahead | Limburgia | RBC   | Roda JC | SHS   | Veendam | Velox | VVV   |
| ----- | ----- | ----- | --------- | --------- | --------------- | --------- | ------- | -------- | --------- | ----- | ------- | ----- | ------- | ----- | ----- |
| Thuis | 2 – 1 | 0 – 1 | 1 – 2     | 5 – 0     | 3 – 0           | 2 – 0     | 2 – 2   | 0 – 1    | 4 – 0     | 1 – 0 | 1 – 0   | 1 – 0 | 5 – 1   | 0 – 2 | 3 – 1 |
| Uit   | 2 – 1 | 1 – 0 | 2 – 1     | 3 – 1     | 3 – 1           | 0 – 0     | 2 – 0   | 2 – 3    | 1 – 0     | 1 – 0 | 1 – 1   | 3 – 1 | 4 – 1   | 2 – 1 | 2 – 0 |

### KNVB Beker
| 2e ronde                                        | HVC       | 0 – 2 (0 – 2) | Sittardia                              |
| 16 december 1962 Plaats: Amersfoort Birkhoven   |           |               | 14' Jan Wolfs 19' Cor de Meulemeester  |
| 3e ronde                                        | Sittardia | 0 – 2 (0 – 1) | Fortuna '54                            |
| 30 april 1963 Plaats: Sittard Sittardia-terrein |           |               | 10' Pierre Custers 72' Giel Stevelmans |

## Statistieken Sittardia 1962/1963

### Eindstand Sittardia in de Nederlandse Eerste divisie 1962 / 1963
| Stand | Gespeeld | Gewonnen | Gelijk | Verloren | Punten | Doelpunten voor | Doelpunten tegen |
| ----- | -------- | -------- | ------ | -------- | ------ | --------------- | ---------------- |
| 12e   | 30       | 11       | 3      | 16       | 25     | 41              | 40               |

### Topscorers
| #      | Naam                | Goal |
| ------ | ------------------- | ---- |
| 1.     | Cor de Meulemeester | 11   |
| 2.     | Gerard Gruisen      | 7    |
| 2.     | Leo Wesolek         | 7    |
| 2.     | Jan Wolfs           | 7    |
| 5.     | Rik Aspers          | 3    |
| 6.     | Piet Quix           | 2    |
| 7.     | Joep Beckers        | 1    |
| 7.     | Sef Dieteren        | 1    |
| 7.     | Frans Guns          | 1    |
| 7.     | Ad van der Weij     | 1    |
| Totaal | Totaal              | 41   |

| #      | Naam                | Goal |
| ------ | ------------------- | ---- |
| 1.     | Cor de Meulemeester | 1    |
| 1.     | Jan Wolfs           | 1    |
| Totaal | Totaal              | 2    |

## Voetnoten
DHC ·
DWS ·
Elinkwijk ·
Enschedese Boys ·
Eindhoven ·
Excelsior ·
Fortuna ·
Go Ahead ·
Limburgia ·
RBC ·
Roda JC ·
SHS ·
Sittardia ·
Veendam ·
Velox ·
VVV